# Varkey Vithayathil
Varkey Vithayathil CSsR (ur. 29 maja 1927 w Parur, zm. 1 kwietnia 2011 w Ernakulam) – indyjski duchowny katolicki rytu syromalabarskiego, arcybiskup większy Ernakulam-Angamaly w latach 1999–2011, kardynał.

## Życiorys
Wstąpił do zakonu redemptorystów (Kongregacja Najświętszego Odkupiciela, CSsR), śluby zakonne złożył 2 sierpnia 1947. Kształcił się w zakonnych domach studiów, święcenia kapłańskie przyjął 12 czerwca 1954. Uzupełniał studia na Papieskim Athenaeum Angelicum w Rzymie (obronił doktorat z prawa kanonicznego na podstawie pracy Powstanie i rozwój hierarchii sylomalabarskiej) oraz na uniwersytecie w Karnataka (obronił magisterium z filozofii). Przez niemal ćwierć wieku wykładał prawo kanoniczne i inne przedmioty w Wyższym Seminarium Redemptorystów w Bengaluru. W latach 1978–1984 był przełożonym prowincji Indii i Sri Lanki zakonu, a 1984-1985 przewodniczącym Narodowej Konferencji Zakonów w Indiach. Był także administratorem apostolskim klasztoru benedyktyńskiego w Asirvanam (1990–1996).
11 listopada 1996 został mianowany biskupem tytularnym Acrida; sakry biskupiej udzielił mu 6 stycznia 1997 w Watykanie Jan Paweł II. W kwietniu 1997 papież zmienił stolicę tytularną biskupa Vithayathila na Antinoe i powierzył mu funkcję administratora apostolskiego sede vacante et ad nutum Sanctae Sedis Ernakulam-Angamaly; nominacja ta wiązała się z przejściem w stan spoczynku kardynała Padiyary. Od 23 grudnia 1999 Vithayathil pełnił urząd arcybiskupa większego Ernakulam-Angamaly rytu syromalabarskiego.
W lutym 2001 odebrał nominację kardynalską, z tytułem prezbitera San Bernardo alle Terme. Brał udział w specjalnej sesji Światowego Synodu Biskupów w Watykanie, poświęconej Kościołowi azjatyckiemu wiosną 1998.
Brał udział w konklawe 2005, które wybrało papieża Benedykta XVI.
W latach 2008–2010 był przewodniczącym Konferencji Biskupów Katolickich Indii (C.B.C.I.).
Zmarł 1 kwietnia 2011. Jego następcą synod Kościoła syromalabarskiego wybrał arcybiskupa George'a Alencherry'ego.